# Бутучень (Оргіївський район)
Бутучень (рум. Butuceni) — село в Оргіївському районі Молдови. Входить до складу комуни, адміністративним центром якої є село Требужень.

## Населення
За даними перепису населення 2004 року у селі проживали 239 осіб.
Національний склад населення села:
| Національність | Кількість осіб | Відсоток |
| -------------- | -------------- | -------- |
| молдавани      | 237            | 99,2%    |
| росіяни        | 1              | 0,4%     |
| гагаузи        | 1              | 0,4%     |
| Всього         | 239            | 100%     |